# Wang Baoming
Wang Baoming, född 455, död 512, var en kinesisk änkekejsarinna, mor till kejsar Xiao Zhaoye av Södra Qi. Hon fungerade som interimsregent under år 501-502, då den utdöda dynastins troninnehav överfördes på nästa. Hon är också känd för att ha haft trettio manliga tjänare som, till skillnad från vad som alltid annars var fallet med manliga tjänare till kejserliga kvinnor, inte var eunucker: det är inte bekräftat om hon hade könsumgänge med dem eller några av dem eller inte, men de har i historien blivit kända som hennes manliga konkubiner.